# Stephen Holland
Stephen Roy "Steve" Holland OAM (* 31. Mai 1958 in New South Wales) ist ein ehemaliger australischer Schwimmer.
In seiner kurzen, aber spektakulären Karriere stellte er zwölf Weltrekorde im Schwimmen auf. Sein Spitzname war "Super Fish".
Die ersten Schlagzeilen machte er mit 15 Jahren, als er bei den Australischen Meisterschaften 1973 den Weltrekord über 1500 m brach. Folgerichtig wurde er dann auch bei den ersten Schwimmweltmeisterschaften im gleichen Jahr in Belgrad Weltmeister über die langen Freistildistanz. Aufgrund dieses Erfolges wurde er zum "ABC Sportsman of the Year" gewählt.
Bei den Olympischen Spielen 1976 in Montreal galt er als der große Favorit, doch gab es auf den 1500 m Freistil einen harten Wettbewerb um den Sieg, in den die US-Amerikaner Bobby Hackett, Brian Goodell und Tim Shaw miteintraten. Im Finale gewann dann Holland "nur" die Bronzemedaille und trat daraufhin enttäuscht im Alter von 18 Jahren vom Schwimmsport zurück.
Für seine Verdienste um den Schwimmsport wurde er 1985 mit der Medaille des Order of Australia ausgezeichnet. 1989 wurde er in die International Swimming Hall of Fame und die Sport Australia Hall of Fame aufgenommen.